# Boulevard du Temple
Il Boulevard du Temple è uno dei Grands Boulevards  di Parigi. Si trova sull'antica sede dei bastioni eretti da Carlo V di Francia a protezione di Parigi ed abbattuti per farne boulevard nel XVII secolo. Traccia il confine fra il III e  l'XI arrondissement di Parigi, da Place de la République a Place Pasdeloup, di dove prosegue con il nome di boulevard des Filles-du-Calvaire.
Ha una lunghezza di 405 m ed una larghezza di 36,5 m.
Il boulevard è servito dalle stazioni della Metropolitana di Parigi Filles du Calvaire (alla congiunzione con il boulevard des Filles du Calvaire) e République  (Place de la République).

## Storia

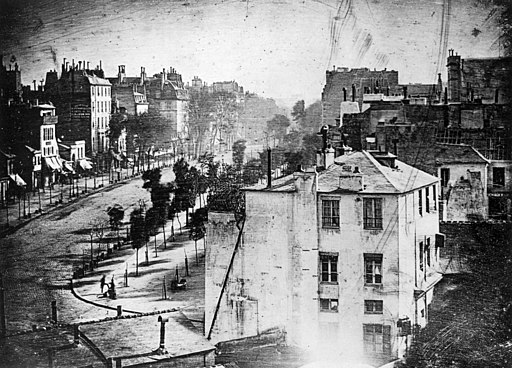
Il Boulevard du Temple immortalato in un dagherrotipo del 1838 da Louis Daguerre

Il boulevard du Temple segue la traccia della cinta di Carlo V di Francia, eretta a difesa di Parigi e distrutta sotto il regno di Luigi XIV, perché divenuta inutile e fatiscente. Porta il nome dalla Casa dei Templari, sede della Provincia dell'Ordine dei Templari in Francia. Fu tracciato tra il 1656 e il 1705.
Dal regno di Luigi XVI alla Monarchia di Luglio il boulevard ebbe un periodo di grande popolarità: luogo di passeggio e divertimento, poiché vi si concentravano numerosi caffè concerto e teatri che rappresentavano pièce  leggere e divertenti, lontano dall'accademia dei teatri ufficiali. Il boulevard du Temple ricevette così il nome di boulevard du Crime, allusione agli innumerevoli misfatti commessi non nella strada, ma sulle scene teatrali.
Fu su questo boulevard che il 28 luglio 1835, Giuseppe Fieschi perpetrò il suo attentato contro Luigi Filippo, che fallì il suo obiettivo, ma causò la morte di 18 persone ed il ferimento di altre 23.

Le trasformazioni urbanistiche di Parigi sotto la direzione del prefetto Haussmann hanno radicalmente modificato questa parte del Marais ed oggi non rimangono altri teatri di quel tempo, metà dei quali furono rasi al suolo per ingrandire la place de la République, che il Théâtre Déjazet.
In questo boulevard, al numero civico 42, lo scrittore Gustave Flaubert ha abitato dal 1856 al 1869.